# Tangerines
Tangerines (Mandariinid) è un film del 2013 diretto da Zaza Urushadze.
Il regista georgiano è anche sceneggiatore e produttore della pellicola.
Ha ricevuto la nomination come miglior film straniero all'87ª edizione del Premio Oscar. Inoltre Mandariinid compare tra i cinque film nominati per il premio al miglior film straniero alla 72ª edizione dei Golden Globe.
La storia si svolge in un villaggio dell'Abcasia (Georgia) durante la Guerra georgiano-abcasa (1991-1993).

## Trama
Mandariinid racconta la storia di Ivo, un estone anziano e solitario che, nonostante l'insorgere del conflitto georgiano-abcaso, ha deciso di non lasciare la propria casa e il proprio laboratorio di falegnameria in un piccolo villaggio dell'Abcasia. Ivo si trova a doversi prendere cura di due soldati feriti appartenenti agli opposti schieramenti.

## Riconoscimenti
- 2015 - Golden Globe
  - Candidatura al Miglior film straniero (Estonia)
- 2015 - Premio Oscar
  - Candidatura al Miglior film straniero